# Isometrum lungshengense
Isometrum lungshengense là một loài thực vật có hoa trong họ Tai voi. Loài này được (W.T. Wang) W.T. Wang & K.Y. Pan mô tả khoa học đầu tiên năm 1990.